# Skärsjön (Villstads socken, Småland)
Skärsjön är en sjö i Gislaveds kommun i Småland och ingår i Nissans huvudavrinningsområde.